# ペルソナ (クレジットカード)
株式会社ペルソナ（Persona Co., Ltd.）は、エイチ・ツー・オーリテイリング株式会社（以下「H2O」）の子会社で、クレジットカード (日本)の会員募集、会員サービスその他の事業を行う株式会社である。
1985年9月30日に阪急東宝グループ（当時）の合同出資で設立。その後、株式会社阪急百貨店（現・H2O）の子会社となり、2003年8月1日に株式会社阪急東宝クレジットサービスから現在の商号に変更した。

## 歴史
300社に及ぶ阪急東宝グループ各社は独自にクレジットカードを発行していたが、利用範囲は自社に限られていた。そこで、阪急電鉄・阪急百貨店・東宝の各社長が協議した結果、グループカードの検討が始まった。1985年、阪急電鉄・阪急百貨店が30%、東宝が20%、新阪急ホテル・阪急不動産・東宝不動産・阪急共栄物産・阪急交通社が4%ずつ出資する形でスタート。当初は小林公平が社長で、阪急梅田駅2階と有楽町阪急1階に「ペルソナカウンター」と称する営業所、阪急ターミナルビル9階に本社を置いていた。阪急百貨店や阪急共栄物産、オーエス物販店で5%割引を行ったほか、法的に運賃を割引できない阪急電鉄に関しては定期券宅配サービス「ペルソナ定期便」を行った。

## 現行カード
現行のクレジットカードは、2003年から取り扱っているものであり、それまでのものから置き換えられた。また、翌2004年には、株式会社阪急カード（現・株式会社阪急阪神カード）と提携し、株式会社スルッとKANSAIのPiTaPaを搭載した提携カード（2007年に現在のものにリニューアル）の取扱も開始している。
阪急百貨店・阪神百貨店での前年度の利用額に応じて次年度に5%から最大10%の優待が受けられる。また、阪急阪神東宝グループの店舗を中心に優待加盟店での様々な特典が受けられる。ペルソナSTACIA アメリカン・エキスプレスカードは阪急百貨店・阪神百貨店での優待はないが、同店では利用額に関係なく常に10%（一部5%もしくは対象外あり）のSポイント（旧STACIAポイント）が加算される。

### 種類
現行のクレジットカードは、次表の通りである。
- ペルソナSTACIAカード(VISA)は、2014年9月から現在の赤カードに移行した。赤カードは、阪急百貨店・阪神百貨店各店での購入時、基準となる利用額累計に応じて5%・7%・10%のSポイントが貯まる。PiTaPa付きとiD付きが用意されている。また、他の阪急阪神グループやSポイント優待対象施設のほか、VISA加盟店での利用額に応じて所定のSポイントが貯まる。
- ペルソナSTACIAアメリカン・エキスプレスカードは、阪急百貨店・阪神百貨店各店での購入時に、10%のSポイントが貯まる。また、他の阪急阪神グループやSポイント優待対象施設のほか、アメリカン・エキスプレス加盟店での利用額に応じて所定のSポイントが貯まる。
- 博多阪急エメラルドカードは、阪急百貨店・阪神百貨店各店での購入時は3%(博多阪急での購入時は基準となる利用額累計が10万円以上の場合、累計額によって5%・7%・10%)のポイントが貯まる[6]。また、JR博多シティやVISA加盟店での利用額に応じて所定のポイントが貯まるものの、Sポイントの対象カードには含まれていない[7]。2024年9月30日で新規入会受け付けを終了し、2026年1月31日でサービス終了となる（後継はペルソナSTACIAカード(iD)、ペルソナSTACIA アメリカン・エキスプレスカード、S STACIAカード）。

| 名称                                          | カード発行会社           | 提携会社                                      | PiTaPa | iD   |
| --------------------------------------------- | ------------------------ | --------------------------------------------- | ------ | ---- |
| ペルソナSTACIA PiTaPaカード                   | ペルソナ                 | なし                                          | あり   | なし |
| ペルソナSTACIAカード(iD)                      | ペルソナ                 | なし                                          | なし   | あり |
| ペルソナSTACIA アメリカン・エキスプレスカード | アメリカン・エキスプレス | なし                                          | なし   | なし |
| 博多阪急エメラルドVISAカード(MUFG)            | ペルソナ                 | 三菱UFJニコス・阪急阪神カード・阪急阪神百貨店 | なし   | なし |

### 過去に発行していた種類
- カードが青色のカードは、2014年8月31日を以て新規申し込みを終了した。
- ソレーナSTACIAカードは3%固定の代わりにイズミヤでの特典が追加されており、2017年5月1日以降発行分はイズミヤ・阪急オアシス・阪急百貨店（うめだ本店・メンズ大阪・千里・川西・宝塚・西宮）・阪神梅田本店で使える電子マネー「Litta」にも対応していた[8]が、2021年3月31日に新規申し込みを終了[9]し、2024年3月31日をもってサービスを終了[10]する。

| 名称                             | カード発行会社       | 提携会社       | PiTaPa |
| -------------------------------- | -------------------- | -------------- | ------ |
| ペルソナJCBカード                | ジェーシービー（※1） | （なし）       | なし   |
| ペルソナVISAカード               | 三井住友カード（※2） | （なし）       | なし   |
| ペルソナSTACIA PiTaPa JCBカード  | ジェーシービー       | 阪急阪神カード | あり   |
| ペルソナSTACIA PiTaPa VISAカード | 三井住友カード       | 阪急阪神カード | あり   |
| ソレーナSTACIAカード             | ペルソナ             | なし           | なし   |

※1 ジェーシービー及びジェーシービーの指定するカード発行会社がカード発行会社となる場合がある。
※2 近畿しんきんカード、関西クレジット・サービス(現在はりそなカードに吸収合併)、りそなカード、みなとカード又はブイアイ(現在は池田泉州VCに社名変更)がカード発行会社となる場合がある。

## ペルソナカード
株式会社ペルソナは、かつて「ペルソナカード」と呼ばれるクレジットカードを自社で発行していた。一般タイプの白いカードと、赤い「タカラヅカレビューペルソナカード（宝塚友の会会員証）」とがあり、それぞれ、プロパーカード・VISA付き・JCB付きがあった。当初のCMには元・宝塚歌劇団の麻実れいが出演していた。阪急東宝グループ（当時）各社の特典を前面に押し出していたが、白の一般カードについては2003年11月以降現行カードへの切り替えを推進し、宝塚友の会会員証については2004年12月から新規発行および既存会員への更新発行を打ち切り（代わりに三井住友カードが「タカラヅカレビューHANA PLUS」を発行するようになった）、2006年1月31日をもって、カードに刻印されている有効期限にかかわらず取り扱いを終了した。
2014年8月29日に、ペルソナを発行会社（プロセシングは三井住友カードに委託）とする新ペルソナカードの発行を発表。同カードの特典は優待では無くSTACIAポイントに変更になった。カードの色はこれまでの青から赤に変更になる。ただし、自動的に青カードから赤カードへは変更されず、改めて赤いペルソナカードへの申し込みが必要になる。

## 脚註